# Родина Рузвельтів
'Родина Рузвельтів — американська політична родина з Нью-Йорка, членами якої були два президенти Сполучених Штатів, перша леді, а також різні торговці, банкіри, політики, винахідники, священнослужителі, митці та світські люди. Нащадки голландського іммігранта середини 17-го століття до Нового Амстердама, багато членів родини стали відомими на національному рівні в політиці та бізнесі штату та міста Нью-Йорк і одружилися з відомими колоніальними родинами.

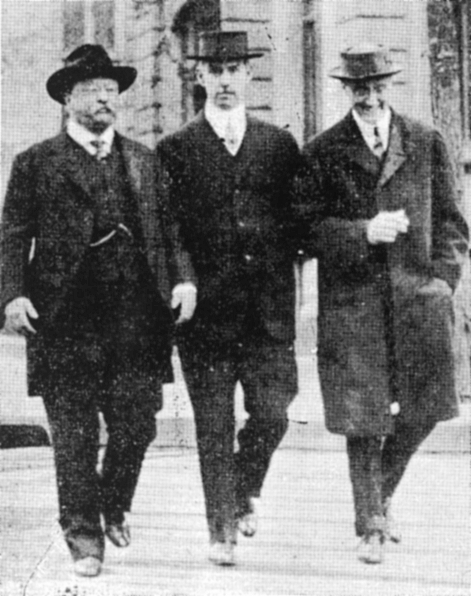
Єдина відома фотографія Теодора Рузвельта (ліворуч) і Франкліна Д. Рузвельта (праворуч), зроблена в 1915 році.

Дві віддалені гілки родини з Ойстер-Бей і Гайд-Парку, Нью-Йорк, піднялися до світової політичної популярності завдяки президентству Теодора Рузвельта (1901–1909) і його п’ятого двоюрідного брата Франкліна Д. Рузвельта (1933–1945), чия дружина, Перша леді Елеонора Рузвельт була племінницею Теодора. Сім'я Рузвельтів є однією з чотирьох сімей, які дали двох президентів Сполучених Штатів з однаковим прізвищем. Іншими були родини Адамсів, Бушів і Гаррісонів.